# Ladysmith, KwaZulu-Natal

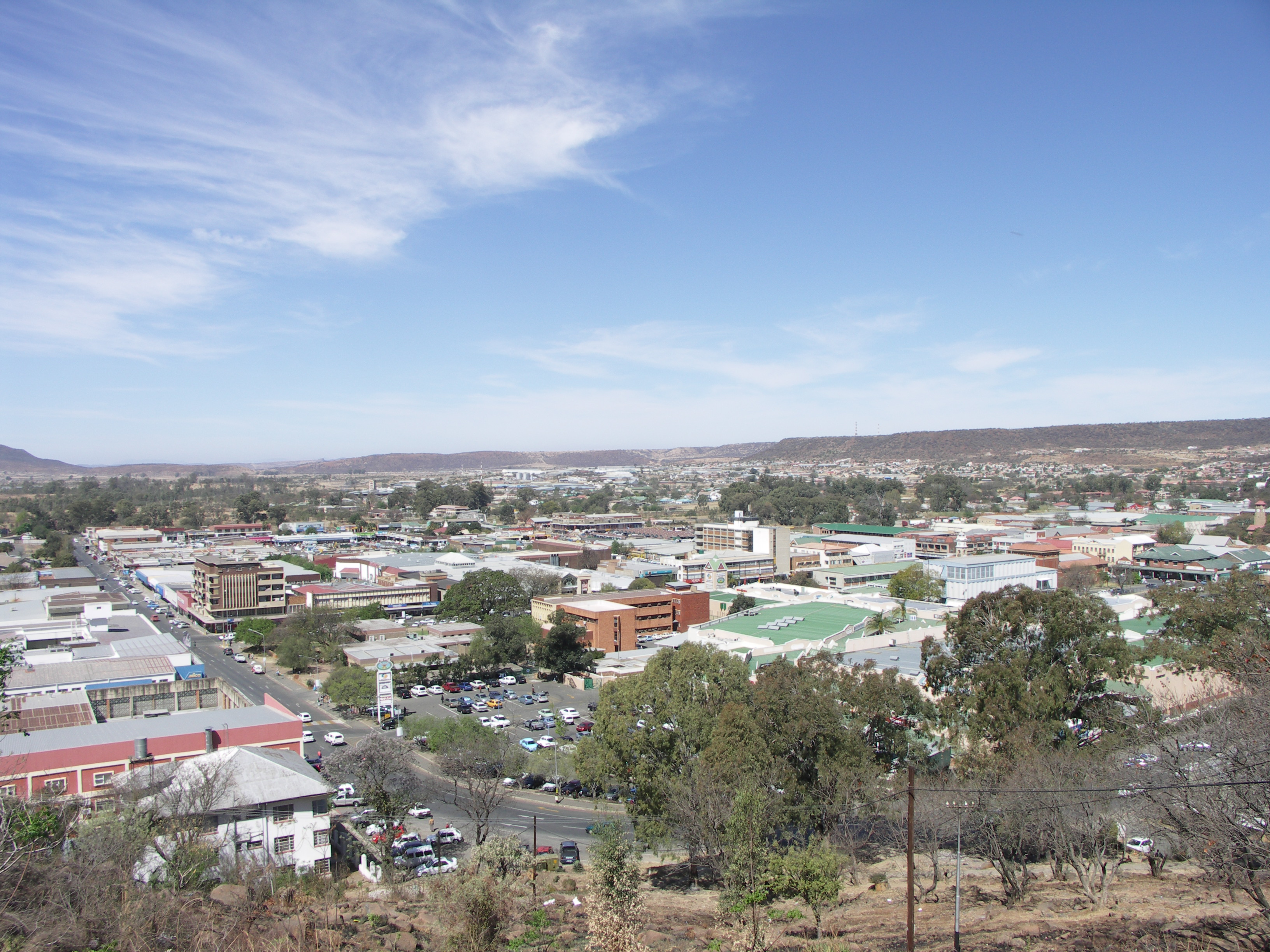
Vy över Ladysmith.

Ladysmith är en stad i provinsen KwaZulu-Natal i Sydafrika. Folkmängden uppgick till 64 855 invånare vid folkräkningen 2011.
Ladysmith, som grundades 1851, var tidigare[när?] Natals största stad, belägen vid järnvägen Durban-Johannesburg. Ladysmith är känd för belägringen under Boerkriget, som varade från 30 oktober 1899 till 1 mars 1900 innan brittiska trupper lyckades häva belägringen.